# Monsterhaj
En monsterhaj är en individuell haj som, genom aggressivt beteende och utseende, antar en i mänsklig uppfattning monsterlik form och därmed är mer skrämmande än vanliga hajar. Monsterhajar kan ses som kryptozoologiska fenomen. Namnet används främst i media eller i populärkultur.

## Monsterhajen i populärkultur
Den haj av arten Vithaj som skildras i filmen Hajen, regisserad av Steven Spielberg, kan på många sätt anses vara en monsterhaj. Filmen, med för sin tid fantastiska specialeffekter och välanpassad musik av John Williams, populariserade begreppet monsterhaj.
Deep Blue Sea, med den svenske skådespelaren Stellan Skarsgård, involverar också monsterhajar. I filmen har en forskare hittat ett ämne i hajars hjärnor som kan bota Alzheimers, de förstorar hajarnas hjärnor för att få ut mer av ämnet men en bieffekt är att hajarna blir intelligenta och lär sig att samarbeta. Genom att de använder deras nyvunna förmågor i aggressiva syften måste dessa hajar också anses vara monsterhajar. 
En monsterhaj med namnet Frankie förekommer i den amerikanska animerade filmen Hajar som hajar, där monsterhajen utöver ett skräckinjagande utseende även tilldelas en personlighet som genom sin elakhet kan beskrivas som monsterlik.